# 阿知使主
阿知使主（あちのおみ、3世紀 - 4世紀頃、または5世紀前半）は、応神天皇時代の渡来人で、東漢氏の祖と言われる。記紀共に仁徳天皇時代の記事はなく、応神天皇（紀のみ）と履中天皇時代の活躍を伝えている。
阿智直、阿智使主、阿知王、阿知吉師ともいう。

## 渡来
『日本書紀』応神天皇20年（289年）九月条には、「倭漢直（やまとのあやのあたひ、東漢氏）の祖阿知使主、其の子都加使主（つかのおみ）、並びに己が党類（ともがら）十七県を率て、来帰り」と伝わる。
『続日本紀』延暦四年（785年）六月の条の坂上大忌寸苅田麻呂によれば漢氏（東漢氏）の祖・阿智王は後漢霊帝の曾孫で、東方の国（日本）に聖人君子がいると聞いたので「七姓民」とともにやってきたと、阿智王の末裔氏族東漢氏出身で下総守の坂上苅田麻呂が述べた。
『新撰姓氏録』「坂上氏条逸文」には、七姓漢人（朱・李・多・皀郭・皀・段・高）等を連れてきたとある。「坂上系図」は『新撰姓氏録』第23巻を引用し、七姓について以下のように説明している。
- 段（古記には段光公とあり、員氏とも） - 高向村主、高向史、高向調使、評（こほり）、首、民使主首の祖。
- 李 - 刑部史の祖。
- 皀郭 - 坂合部首、佐大首の祖。
- 朱 - 小市、佐奈宜の祖。
- 多 - 檜前非調使の祖。
- 皀 - 大和国宇太郡佐波多村主、長幡部の祖。
- 高 - 檜前村主の祖。

また、阿知王は百姓漢人を招致し、その末裔には高向村主、西波多村主、平方村主、石村村主、飽波村主、危寸（きそ）村主、長野村主、俾加村主、茅沼山村主、高宮村主、大石村主、飛鳥村主、西大友村主、長田村主、錦部村主、田村村主、忍海村主、佐味村主、桑原村主、白鳥村主、額田村主、牟佐村主、田賀村主、鞍作村主、播磨村主、漢人村主、今来村主、石寸（いわれ）村主、金作村主、尾張の次角村主があるという。
大和国今来郡、のち高市郡檜前（ひのくま）郷に住んだ。民忌寸、蔵垣忌寸、蚊屋忌寸、文山口忌寸らが天平元年（729年）から高市郡司に任ぜられた。蚊屋（かや）氏には蚊屋木間がいる。
その後、摂津、参河、近江、播磨、阿波にも移住した。ほかに美濃、越前、備中、周防、讃岐、伊勢、三河、甲斐、河内、丹波、美作、備前、肥前、豊後にも住んだ。

## 略歴
『日本書紀』によると、応神天皇37年に呉国に遣わされ、4人の縫製女工を連れて41年に帰国した。また住吉仲皇子が黒媛 （羽田矢代の娘）との密通の発覚を恐れ、履中天皇に対し反乱を起こし天皇の宮を燃やした際に、平群木菟や物部大前と共に履中天皇を馬に乗せて逃した。『古事記』履中天皇記にも同様の記事があるが、名前は「阿知直」と記され、その功により後に「蔵官」に任じられたという。

## 親族
阿知使主の長男は都加使主、次男は坂上志拏直、三男は東漢爾波伎直。
都加使主は子に東漢山木直がある。
志拏直には、長男・坂上阿素奈直、次男・坂上志多直、三男の坂上阿良直、四男の坂上刀禰直、五男の坂上鳥直、六男の坂上駒子直、七男の坂上韋久佐直がいる。

## 末裔
※忌寸は「氏」と表記した。
- 「坂上系図」によれば阿智使主の子・都加使主の長男・山木直からは民氏、檜原氏、平田氏、粟村氏、小谷氏、軽氏、夏身氏、韓口氏、新家氏、門氏、蓼原（たてはら）氏、高田氏、田井氏、狩氏、東文部氏、長尾氏、檜前氏、谷氏、文部谷氏、文部岡氏、路氏が出た[6]。

- 阿智王（または都加王）の次男・志拏直からは、東漢費氏、成努氏が出た。
  - 志拏直の長男阿素奈直は田部氏の祖となった[8]。
  - 次男志多直からは黒丸、拾、倉門、呉原、斯佐、石占（いしうら）、くにまぎ［国＋⿱不見］[9]、井上、石村、林氏らの姓氏が出た[8]。石占氏は摂津の倉人・蔵人氏とも同祖と伝わる[10]。石村氏はのち三河国碧海郡に定住し、坂上石楯などが出た。
  - 三男の阿良直からは、郡、榎井、河原、忍坂、与努、波多氏、長尾氏らが出た[8]。
  - 四男の刀禰直からは畝火、荒田井、芸垣が出た[8]。荒田井氏には都城建設時の官僚倭漢荒田井比羅夫がいる[11]
  - 五男の鳥直からは酒人氏が出た[8]。
  - 六男の駒子直は宗家東漢氏を継いだ[8]。
  - 七男の韋久佐直からは白石氏が出た[8]。
- 阿智王の三男の爾波伎直からは、山口氏、文山口氏、桜井氏、調（つき）氏[12]、谷氏、文氏、文池氏らが出た[6]。

## 伝説
鈴木靖民は、阿知使主は倭漢氏によって作られた渡来伝承上の人物で、子の都加も6世紀の東漢直掬を投影したものと指摘している。門脇禎二は「東漢氏はいくつもの小氏族で構成される複合氏族。最初から同族、血縁関係にあったのではなく、相次いで渡来した人々が、共通の先祖伝承に結ばれて次第にまとまっていったのだろう。」と考えている。また、門脇禎二によると半島系土着民が自ら権威を表すため東漢氏を名乗った場合がほとんどだという。秦氏も同様に百済か新羅から渡来したが『魏志』東夷伝で「辰韓はその耆老の伝世では、古くの亡人が秦を避ける時、馬韓がその東界の地を彼らに割いたと自言していた。」という耆老の間違った伝世によって中国から新羅はよく秦国の末裔と呼ばれ波多氏は秦氏を名乗るようになった。

## 寺社
- 猪名津彦神社 ‐ 大阪府池田市宇保町。阿知使主、都加使主親子を祭神としその両人の墓所(古墳)でもある。一度盗掘に遭ったが、かろうじて残存した遺骨は同池田市の伊居太神社の神主が持ち帰り猪名津彦大明神として祀っている。昭和33年に現宇保町の猪名津彦神社(宇保神社)に移される。同池田市には呉服、綾羽の二人の織姫伝説が存在する。
- 於美阿志神社 - 奈良県高市郡明日香村檜前。阿知使主を祭神とする。
- 檜隈寺 - 東漢氏の氏寺。
- 阿智神社 - 岡山県倉敷市本町。社伝によれば、阿知使主一族は吉備国に技術を提供した[13]。